# James Joule
James Prescott Joule (ur. 24 grudnia 1818 w Salford, zm. 11 października 1889 w Sale) – brytyjski fizyk, członek Towarzystwa Królewskiego w Londynie (ang. Royal Society of London). Laureat Medalu Copleya.

## Życiorys
Urodził się w Salford koło Manchesteru w rodzinie piwowara. Ze względu na słabe zdrowie, naukę w szkole rozpoczął dopiero mając 15 lat. Nauczycielem jego był John Dalton, który miał na Joule’a wielki wpływ. Wynikiem tego było rozpoczęcie własnych doświadczeń naukowych, które kontynuował po zakończeniu nauki w szkole.
W 1837 r. Joule, jako 19-letni fizyk amator, pracownik browaru, ogłosił swoją pracę opisującą silnik elektryczny własnego pomysłu. Początkowo interesował się zagadnieniami ciepła, jednak w dalszych pracach podjął się wyjaśnienia właściwości termicznych prądu elektrycznego.
Mając 22 lata odkrył prawo przemiany prądu elektrycznego na ciepło, które przedstawił w formie matematycznej znanej dziś jako prawo Joule’a (zwane również prawem Joule’a-Lenza), które brzmi:
Ilość wytworzonego przez prąd elektryczny ciepła jest proporcjonalna do oporu danego przewodnika i kwadratu natężenia prądu i czasu jego przepływu.
Joule prowadził także badania nad bezpośrednią zamianą energii mechanicznej na ciepło oraz pośrednią poprzez sprężanie gazów. Wyznaczył równoważnik mechaniczny ciepła, a wraz z Williamem Thomsonem, odkrył tzw. zjawisko Joule’a-Thomsona. Za dokonanie tych prac otrzymał w roku 1878 nagrodę od królowej angielskiej w postaci stałej dożywotniej pensji.
Dzięki swoim odkryciom w 1850 r. został członkiem Towarzystwa Królewskiego w Londynie, a dla uczczenia jego nazwiska jednostkę pracy nazwano dżulem.
Prace Joule’a dotyczyły takich pojęć jak ciepło, temperatura, energia, termodynamika, elektromagnetyzm.
Obok Juliusa Mayera i Hermanna Helmholtza odkrywca zasady zachowania energii.
Zmarł w Sale, w pobliżu Manchesteru, mając 71 lat.

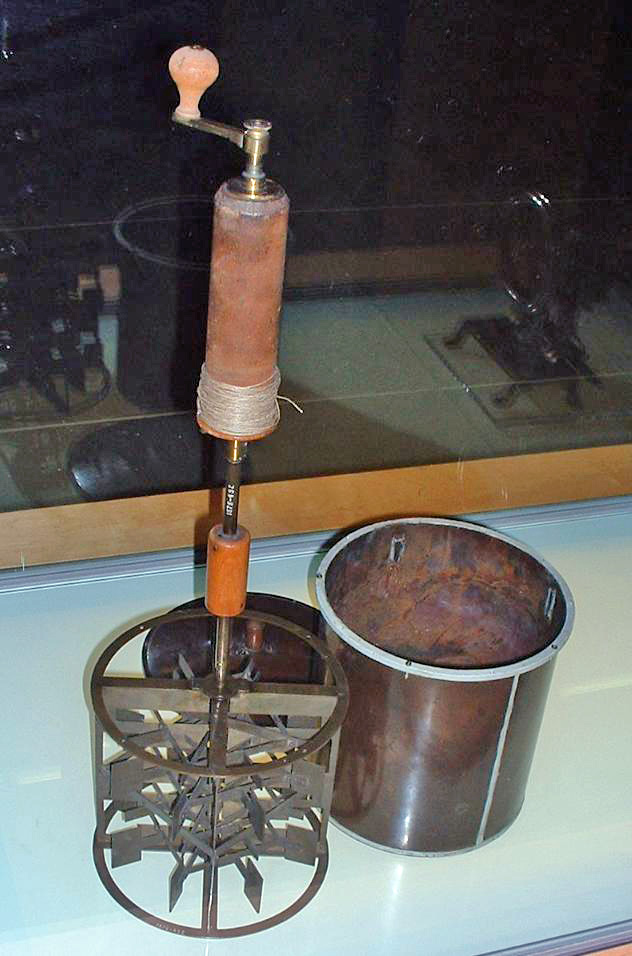
Aparatura badawcza Joule’a z 1845 (Muzeum Nauki, Londyn)
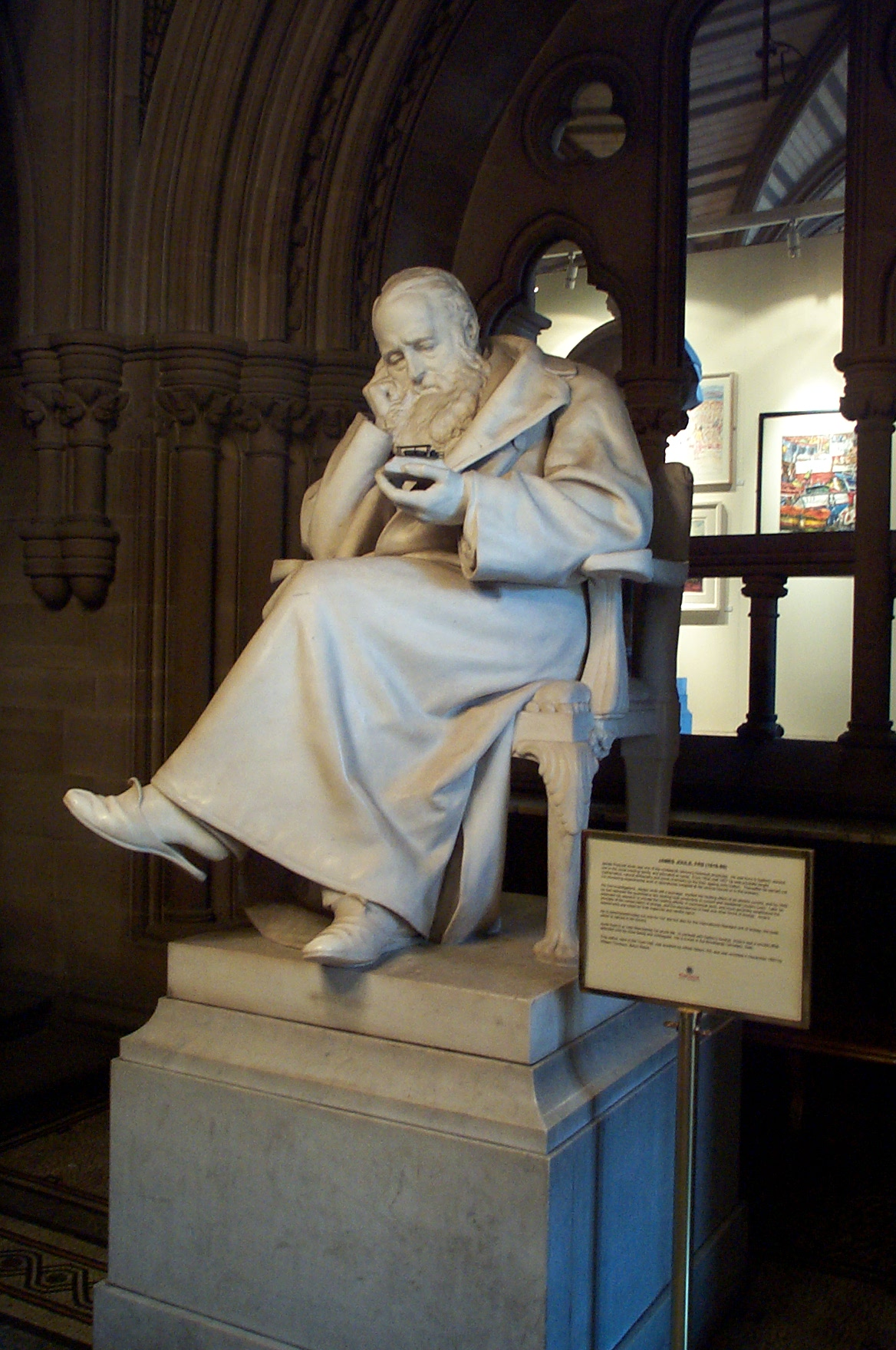
Pomnik Jamesa Joule’a w ratuszu w Manchesterze